# The Parley of Instruments
The Parley of Instruments est un ensemble britannique de musique baroque sur instruments anciens (period instruments).

## Historique
The Parley of Instruments a été fondé en 1979 par le claveciniste Peter Holman et le violoniste Roy Goodman.
L'ensemble se consacrait principalement à la musique pour cordes de la Renaissance et de l'époque baroque.
Dans les années 1990, l'ensemble pour cordes se vit adjoindre occasionnellement un orchestre et un chœur :
- The Parley of Instruments Baroque Orchestra dirigé en certaines occasions par Paul Nicholson;
- The Parley of Instruments Choir.

## Discographie sélective

### The Parley of Instruments
- 1981 : Armonico Tributo de Georg Muffat, dir. Roy Goodman et Peter Holman
- 1981 : Sacred Vocal Music de Monteverdi, dir. Roy Goodman et Peter Holman
- 1983 : Sonatae tam aris quam aulis servientes de Biber, dir. Peter Holman
- 1984 : Lute & Mandolin Concertos de Vivaldi (avec Paul O'Dette)
- 1986 : Ayres for the Theatre de Henry Purcell, dir. Peter Holman
- 1986 : Consort Music de Peter Philips
- 1987 : Dr. Arne at Vauxhall Gardens  de Thomas Arne (avec Emma Kirkby)
- 1988 : 6 Concertos in 7 parts, op. 2 de John Stanley, dir. Roy Goodman
- 1988 : Recorder Concertos de Vivaldi, dir. Peter Holman (avec Peter Holtslag, flûte)
- 1989 : An Englishman Abroad, Consort Music by Thomas Simpson
- 1989 : Recorder Concertos de Telemann (avec Peter Holtslag, flûte)
- 1992 : Lachrimae or Seven teares de John Dowland, dir. Peter Holman
- 1992 : Late Consort Music de John Jenkins, dir. Peter Holman
- 1993 : Hark how the wild musicians sing de Henry Purcell, dir. Peter Holman
- 1994 : The Broken Consort de Matthew Locke, dir. Peter Holman
- 1994 : The Complete Ayres for the Theatre de Henry Purcell, dir. Roy Goodman
- 1995 : ArtaXerxes de Thomas Arne, dir. Roy Goodman
- 1995 : Trio Sonatas de William Boyce, dir. Peter Holman
- 1996 : English Classical Clarinet Concertos, œuvres de John Mahon et James Hook, dir. Peter Holman (avec Colin Lawson et Michael Harris, clarinette)
- 1997 : The Song of Moses & Let God arise de Thomas Linley le jeune, dir. Peter Holman
- 2000 : Music from Terpischore de Praetorius, dir. Peter Holman

### The Parley of Instruments Baroque Orchestra
- 1990 : Six Concertos in Seven Parts de Capel Bond, dir. Roy Goodman
- 1991 : Six Favourite Concertos de Thomas Arne, dir. Paul Nicholson
- 1991 : Odes on the death of Henry Purcell de John Blow, Henry Hall, Gottfried Finger, Jeremiah Clarke et Thomas Morgan,  dir. Roy Goodman et Peter Holman
- 1992 : Lyric Ode on the Fairies, Aerial Beings and Witches of Shakespeare de Thomas Linley, dir. Paul Nicholson
- 1994 : Cantatas & Theatre Music de Thomas Linley, dir. Paul Nicholson

### Choir and Orchestra of The Parley of Instruments
- 1992 : Solomon de William Boyce, dir. Roy Goodman et Peter Holman
- 1994 : Music for the Tempest de Thomas Linley the younger, dir. Paul Nicholson

### The Parley of Instruments avec d'autres chœurs
- 1986 : Christmas Music  de Michael Praetorius, avec le Westminster Cathedral Choir, dir. David Hill
- 1992 : Motets de Peter Philips avec le Winchester Cathedral Choir, dir. David Hill
- 1997 : Music for St Paul's, St Paul's Cathedral Choir, The Parley of Instruments, dir. John Scott
- 1997 : Messa Concertata de Cavalli, avec l'ensemble Seicento, dir. Peter Holman